# ناقل نوکلئوزید
ناقل‌های نوکلئوزید (انگلیسی: Nucleoside transporter) گروهی از پروتئین‌های ترابری غشاء هستند که کارشان حمل و نقل سوبستراهای نوکلئوزیدی همچون آدنوزین از خلال جدار سلول‌ها یا وزیکول‌ها است.
تا کنون دو گونه از این ناقل‌های پروتئینی کشف شده‌است:
- ناقل تمرکزدهنده نوکلئوزید (CNTs؛ SLC28)
- ناقل متعادل‌کننده نوکلئوزید (ENTs؛ SLC29)

احتمالاً یک حمل‌کننده وزیکولی نیز باید وجود داشته باشد که هنوز کشف نشده‌است.

## برای مطالعهٔ بیشتر
- Molina-Arcas M, Casado FJ, Pastor-Anglada M (October 2009). "Nucleoside Transporter Proteins". Current Vascular Pharmacology. 7 (4): 426–34. PMID 19485885. Archived from the original on 13 January 2013. Retrieved 14 July 2020.
- Molina-Arcas M, Trigueros-Motos L, Casado FJ, Pastor-Anglada M (June 2008). "Physiological and pharmacological roles of nucleoside transporter proteins". Nucleosides, Nucleotides & Nucleic Acids. 27 (6): 769–78. doi:10.1080/15257770802145819. PMID 18600539.
- Gray JH, Owen RP, Giacomini KM (February 2004). "The concentrative nucleoside transporter family, SLC28". Pflügers Archiv : European Journal of Physiology. 447 (5): 728–34. doi:10.1007/s00424-003-1107-y. PMID 12856181.
- Baldwin SA, Beal PR, Yao SY, King AE, Cass CE, Young JD (February 2004). "The equilibrative nucleoside transporter family, SLC29". Pflügers Archiv : European Journal of Physiology. 447 (5): 735–43. doi:10.1007/s00424-003-1103-2. PMID 12838422.

- مشارکت‌کنندگان ویکی‌پدیا. «Nucleoside transporter». در دانشنامهٔ ویکی‌پدیای انگلیسی، بازبینی‌شده در ۶ فوریه ۲۰۱۹.